# Systém jednoho nepřenosného hlasu
V systému jednoho nepřenosného hlasu (anglicky single nontransferable vote, SNTV) se používají vícemandátové obvody, do kterých vždy kandidují jednotliví kandidáti (nikoliv stranické kandidátky) a voliči disponují pouze jedním hlasem, který mohou udělit jednomu kandidátovi. Vítězem je pak kandidát, který obdrží největší počet hlasů. Výsledky volebního systému určuje velikost obvodu - čím je volební obvod větší (obsazuje se v něm více mandátů), tím jsou výsledky proporcionálnější. 

Aby strana dosáhla optimálního volebního výsledku, tak musí reálně odhadnou kolik jejich kandidátů má šanci na zvolení a zajistit těmto kandidátům rovnoměrnou volební podporu.
V případě nevhodně zvolené strategie může nastat problém:
1. Dominance jednoho kandidáta strana nominuje 3 kandidáty, ale jeden ji bude dominovat a uspěje pouze on
2. Nominace příliš mnoha kandidátů strana nominuje více kandidátů než je nutno, ti si rovnoměrně rozdělí hlasy, avšak neuspěje ani jeden, protože hlasy mezi sebe "rozdrobí"
3. Nominace příliš málo kandidátů strana nominuje pouze 2 kandidáty, kteří získají ale příliš mnoho hlasů. Kdyby strana nominovala kandidáty 3 a hlasy mezi ně dokázala "rozprostřít", pravděpodobně získala mandáty 3.